# Schiller Henrik
Schiller Henrik (Ógyalla, 1851. augusztus 31. – Budapest, 1924. november 21.) jogi doktor, ügyvéd, újságíró, Schiller Zsigmond testvéröccse.

## Élete
Schiller József és Vogel Júlia fia. Középiskolai tanulmányait Nyitrán végezte. Jogi tanulmányait Budapesten folytatta, ahol a doktorátust és az ügyvédi vizsgát is letette. Ezt követően a belügyminisztériumban kapott állást. Hírlapírói tevékenységet is kifejtett, előbb a Magyar Újságban, majd a bátyja által szerkesztett Pester Lloydban, amelynek egyik főmunkatársa lett. Számos tanulmányt és cikksorozatot írt a bűnvádi eljárásról és az agrárreformról. Ezek könyvalakban is megjelentek. Németre fordította Barna Ignáccal együtt a magyar általános törvénykönyv első tervezetét. Cikkei megjelentek a Magyar Themis, a Jogtudományi Közlöny, a Deutsche Juristenzeitung és a Zeitschrift für Völkerrecht und Bundesstandsrecht című szaklapokban.

## Családja
Felesége Bassovnicsek Karolina volt.
Gyermekei
- Schiller Pál (1889–?) magánhivatalnok. Felesége Sonnenberg Margit (1891–?) volt.[4]
- Schiller Gabriella, Ella (1894–?). Férje Geréb (Goldfinger) István (1888–?) gépészmérnök volt.[5]

## Munkái
- Der Entwurf des ungarischen Strafverfahrens (Budapest, 1895)